# Гора «Пустельна»
Гора «Пустельна» — геологічна пам'ятка природи місцевого значення в Україні. Пам'ятка природи розташована на території Кременецького району Тернопільської області, с. Мала Іловиця.
Площа — 2,00 га, статус отриманий у 1971 році.